# Dačice
Dačice är en stad i Tjeckien.   Den ligger i distriktet Jindřichův Hradec och regionen Södra Böhmen, i den centrala delen av landet, 130 km sydost om huvudstaden Prag. Dačice ligger 468 meter över havet och antalet invånare är 7 958.
Terrängen runt Dačice är huvudsakligen platt. Dačice ligger nere i en dal. Runt Dačice är det ganska tätbefolkat, med 93 invånare per kvadratkilometer. Dačice är det största samhället i trakten. Trakten runt Dačice består till största delen av jordbruksmark.